# Swiss Express (Zug)
Als Swiss Express beziehungsweise Suisse Express waren die Zuggarnituren aus Einheitswagen III der Schweizerischen Bundesbahnen (SBB) während ihres Einsatzes als Städteschnellzug auf der Strecke Genf–Lausanne–Bern–Zürich–St. Gallen(–Rorschach) von 22. Mai 1975 bis 28. Mai 1982 bekannt. Obwohl die Bezeichnung bei den SBB nur als interner Projektname bei der Entwicklung der EW III verwendet wurde und nie als offizielle Zugskategorie im Fahrplan auftauchte, erreichte sie einen hohen Bekanntheitsgrad. Es handelte sich um die ersten in beiden Wagenklassen vollklimatisierten Züge im schweizerischen Inlandsverkehr. Während dieses Zeitraums führten die Züge immer einen bewirtschafteten Speisewagen.

## Komposition

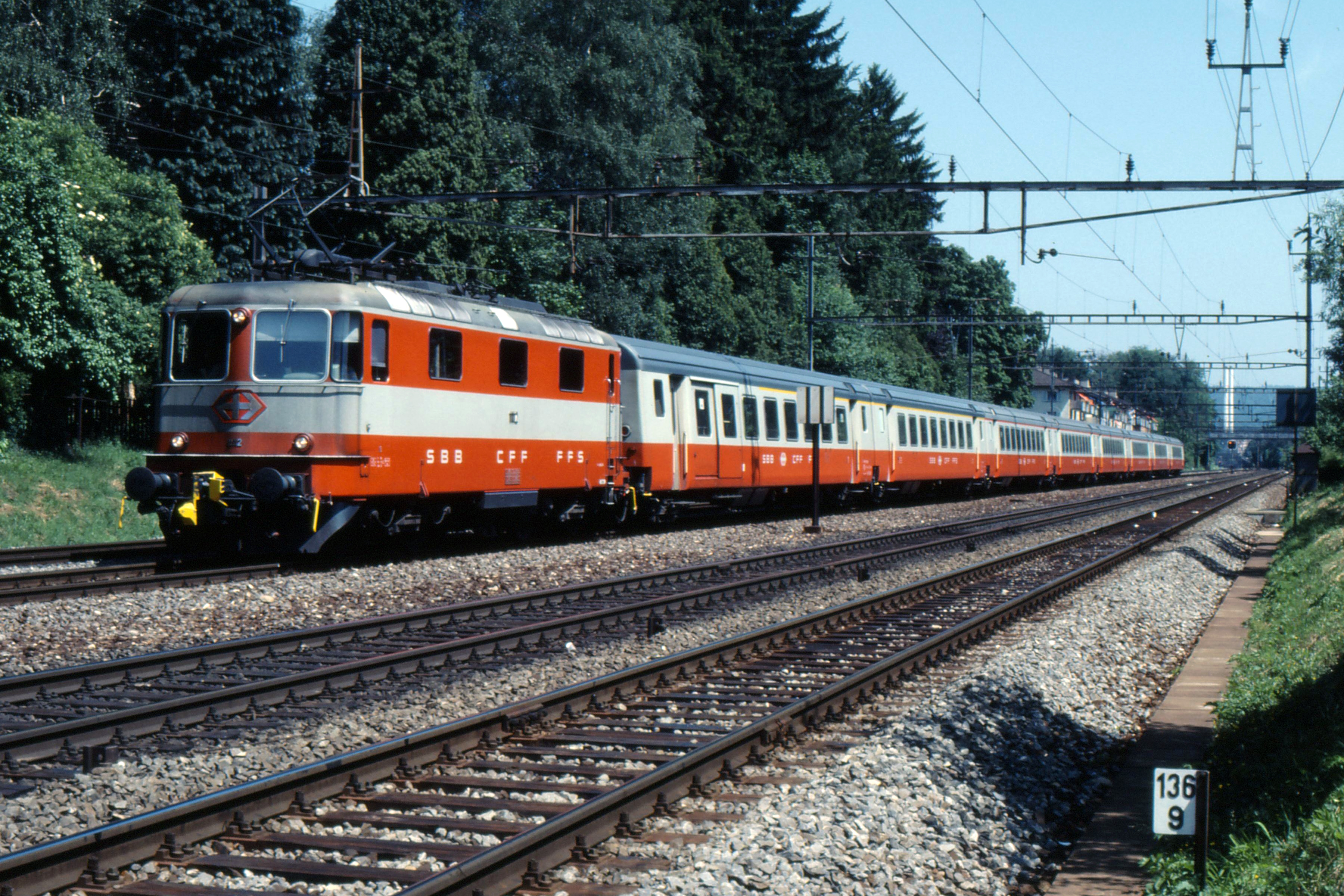
Re 4/4^{II} Swiss Express bei Winterthur

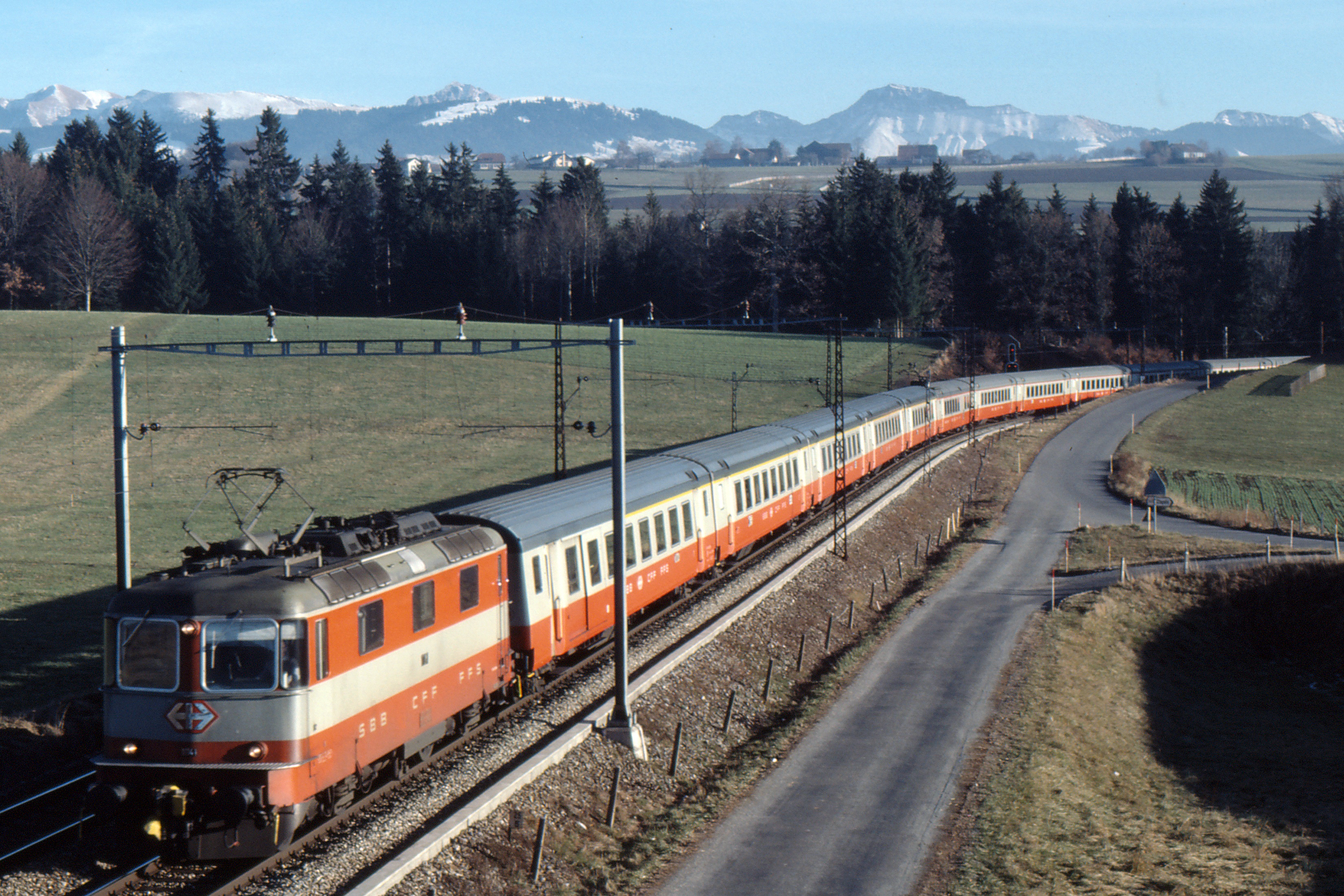
Re 4/4^{II} Swiss Express bei Oron VD

Die festen Zugkompositionen bestanden aus 14 klimatisierten Einheitswagen III. Eine Besonderheit war, dass die Züge nicht nur stets gleich zusammengesetzt waren, sondern dass auch die Fahrzeuge immer in der gleichen Richtung eingeordnet waren.
Bespannt wurden die Kompositionen mit den acht dafür hergerichteten Re 4/4II mit nur einem Stromabnehmer. Unter diesen waren auch zwei der sechs Prototypen, 11103 und 11106, und sechs weitere Lokomotiven aus dem nachfolgenden Baulos (11108, 11109, 11112, 11113, 11133, 11141). Um bei allfälliger Doppeltraktion, die in der Praxis selten war, zu verhindern, dass die Stromabnehmer der beiden Lokomotiven zu nahe beieinander waren, wurden die Lokomotiven immer so abgedreht, dass der Stromabnehmer auf der Seite Zürich war. Da die Erstklass-Wagen ebenfalls immer auf der Zürcher Seite liefen, ergab sich folgende Komposition:
In Fahrtrichtung Zürich: Lokomotive Re 4/4II – AD – fünf A – WR – sieben B. Die Wagen trugen die Nummern 1 bis 14, in Fahrtrichtung Genf beziehungsweise St. Gallen entsprechend umgekehrt. Die Ausrichtung des Speisewagens (WR), dessen Stromabnehmer immer nach Zürich zeigte, war so gewählt worden, dass die Reisenden der ersten Klasse auf dem Weg zum Speiseraum nicht den schmalen Seitengang neben der Küche durchqueren mussten. Fünf Kompositionen wurden für den regulären Betrieb benötigt, die sechste Komposition und einige zusätzliche Wagen dienten als Reserve. Bei Hochbetrieb wurde der angrenzende B-Wagen mit Tischen ausgerüstet und als zusätzliches Speiseabteil genutzt.
Wagen und Lokomotiven waren in den Farben Orange und Steingrau lackiert und mit automatischen UIC-Mittelpufferkupplungen ausgerüstet. Auf den Kupplungen stützten sich die druckdichten Wagenübergänge ab. Die Wagenkästen aus Aluminium waren leicht abgeschrägt, weil ursprünglich ein Neigemechanismus vorgesehen war, welcher sich jedoch nicht bewährte. Die Garnituren fuhren nach der Zugreihe R, die eine höhere Geschwindigkeit in Bögen erlaubte. Dies galt auch nach ihrem Verkauf an die BLS. Die AD-Wagen waren dabei eine für die SBB unübliche Bauart. Sie hatten ursprünglich sechs Erstklass-Abteile. Da damit für damalige Verhältnisse das Gepäckabteil viel zu klein ausgefallen war, wurden drei Abteile zum Gepäckabteil umgebaut, ein weiteres wurde zum Dienstabteil für das Zugspersonal. Da dieser Wagen stets an Zugspitze oder Zugschluss lief, wurde an der Seite des Gepäckabteils kein Übergang eingebaut, damit erübrigte sich auch ein Seitengang im Bereich des Gepäckraums.

## Geschichte
Die ab 1956 beschafften SBB-Einheitswagen I und II genügten den Ansprüchen der Fahrgäste im Inlandsfernverkehr nicht mehr und boten nicht den Komfort der Trans-Europ-Express-Züge. Daher wurden ab Ende der 1960er Jahre neue klimatisierte Wagentypen (EW III) konzipiert. Nach ursprünglicher Planung sollte es neben Wagen der ersten und zweiten Klasse sowie Speisewagen auch einen Spezialwagen mit Speiseraum, Bar und Konferenzabteilen geben, welcher in der weiteren Planung wieder gestrichen und nie beschafft wurde. Da zur damaligen Zeit keine Strecken für mehr als 140 km/h vorhanden oder geplant waren, wurde zur Fahrzeitverkürzung eine aktive Neigetechnik konzipiert, die sich auch in der Wagenkastenform mit geneigten Seitenwänden äußerte, jedoch aus Kostengründen nicht in die Serie übernommen wurde. Die Vorserie wurde 1972/1973 ausgeliefert, die Serienwagen wurden 1973 bestellt und ab 1975 fahrplanmäßig eingesetzt. Mit drei Zuggarnituren wurden fünf tägliche Zugpaare betrieben, davon eines Genève – Zürich, drei Genève – St. Gallen und eines Genève – Rorschach. Die restlichen Wagen wurden als Reserve vorgehalten.
Mit der Einführung des Taktfahrplans im Jahr 1982 wurde die Bezeichnung Städteschnellzug aufgegeben und durch den InterCity (IC) ersetzt. Anschliessend wurden die Re 4/4II-Lokomotiven mit konventionellen Schraubenkupplungen ausgestattet. Ebenso erhielten die sechs AD-Endwagen am Ende ohne Übergang eine Schraubkupplung, ein weiterer A wurde in den siebenten AD umgebaut. Sieben Zweitklass-Wagen wurden zu Steuerwagen mit der Vielfachsteuerung Vst IIId umgebaut, am Führerstandsende erhielten sie ebenfalls eine Schraubenkupplung. Die Speisewagen erhielten beidseits Schraubenkupplungen, normale Gummiwulstübergänge und einen rot/steingrauen Anstrich. Bis Dezember 2003 wurden sie zusammen mit Einheitswagen IV in Intercity-Zügen eingesetzt, anschliessend wurden die WR III abgebrochen.
Mit dem Einsatz von Pendelzügen entfiel der aufwändige Lokomotivwechsel in End- und Kopfbahnhöfen wie Zürich HB. Die ehemaligen Swiss-Express-Garnituren ersetzten die bisher tannengrünen Schnellzüge zwischen Luzern und Flughafen Zürich, die zuvor mit Steuerwagen DZt und RBe 4/4-Triebwagen geführt worden waren. Ebenfalls wurden Züge Genf–Lausanne–Bern–Luzern geführt.
Für diese Züge mussten nicht mehr spezielle Lokomotiven vorgehalten werden, die orange/steingrauen Züge verkehrten nur noch selten mit farblich passenden Lokomotiven, es wurden grüne und später rote Re 4/4II eingesetzt. Einige der acht Re 4/4II wurden anlässlich von Revisionen mit dem bei den SBB üblichen Verkehrs- oder Feuerrot lackiert.
2004 wurden die orange/steingrauen Kompositionen samt einigen grünen Re 4/4II-Lokomotiven an die BLS Lötschbergbahn verkauft. Dort erhielten sie unter der Bezeichnung «EW III» die damals neuen Hausfarben der BLS (Lindengrün / Blau / Grau). Auch die Lokomotiven erhielten die Farben der BLS und wurden als Re 420.5 bezeichnet. Die Garnituren verkehrten bis Ende 2016 als RegioExpress von Bern nach Langnau i. E. und Luzern. Danach wurden sie von Bern aus nach Neuchâtel und als Verstärkungszüge über Kandersteg nach Brig eingesetzt, dabei wurden, neben den zugekauften Re 420, auch Re 465 der BLS eingesetzt.
Ende 2021 wurden die Kompositionen bei der BLS ausgemustert. Eine wurde zwecks Aufarbeitung als historisches Erbe der Stiftung SBB Historic zugeführt, die restlichen abgebrochen.
Die ursprüngliche Stammstrecke der Swiss-Express-Garnituren wurde ab 1982 sukzessive auf EW IV umgestellt. Ab 1997 wurden nach der Auslieferung neuer Steuerwagen des Typs Bt 28-94 alle Umläufe verpendelt. Ab 2001 wurden doppelstöckige lokomotivbespannte IC2000-Garnituren eingesetzt. Seit 2017 wird diese Relation als InterCity-Linie 1 bezeichnet, seit 2019 werden doppelstöckige Triebzüge der Reihe RABe 502 eingesetzt, seit 2022 übernehmen diese sämtliche Zugläufe.
Der Ausdruck Swiss Express ist immer noch geläufig, so bietet etwa die Schweizer Post seit circa 2001 ihre Eilsendungen unter dem Namen Swiss Express an. Zudem werden auch die seit 2018 eingesetzten RABe 502-Garnituren gemäss Hersteller als Bombardier Twindexx Swiss Express bezeichnet.

## Galerie

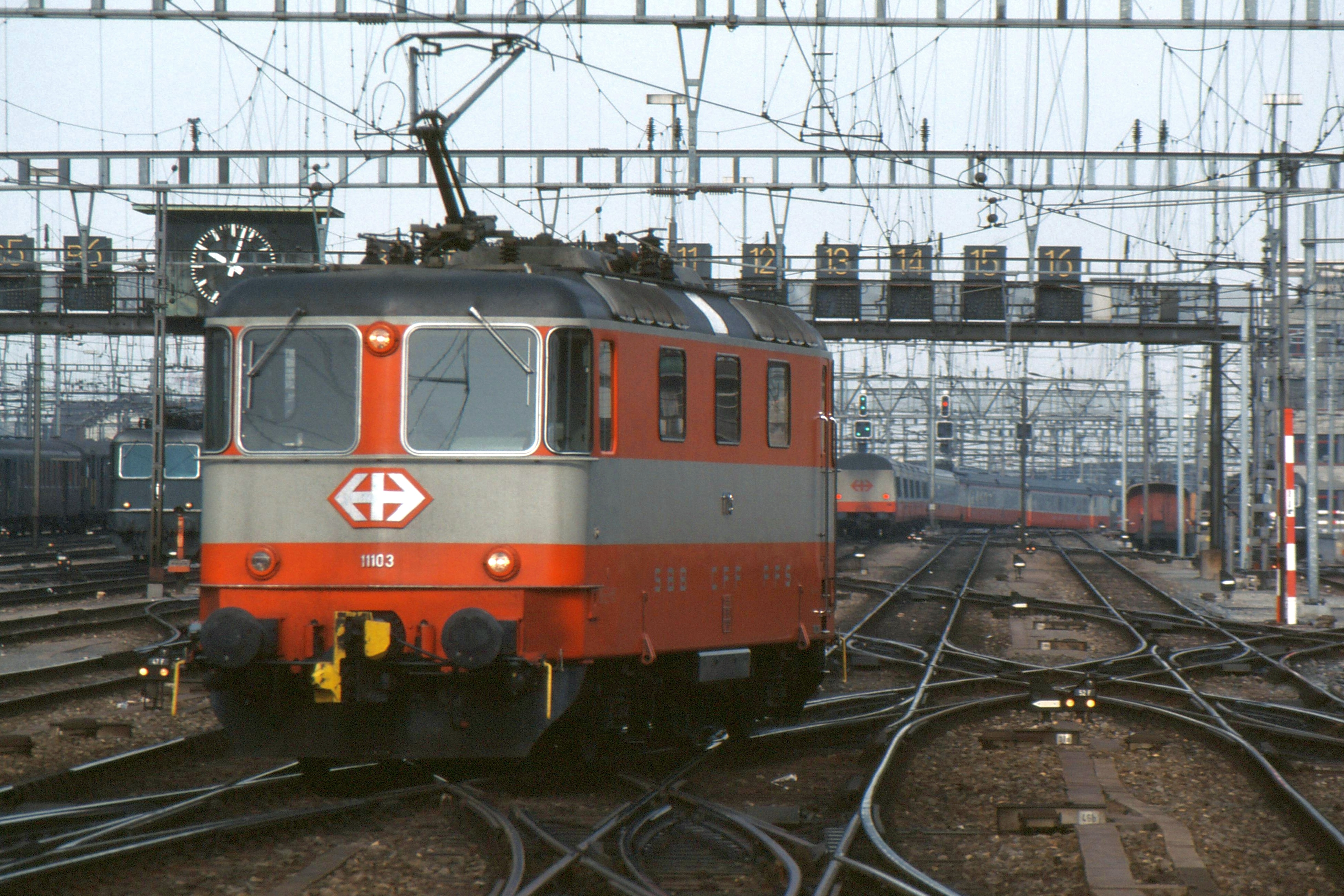
Re 4/4II in Swiss-Express-Lackierung in Zürich HB
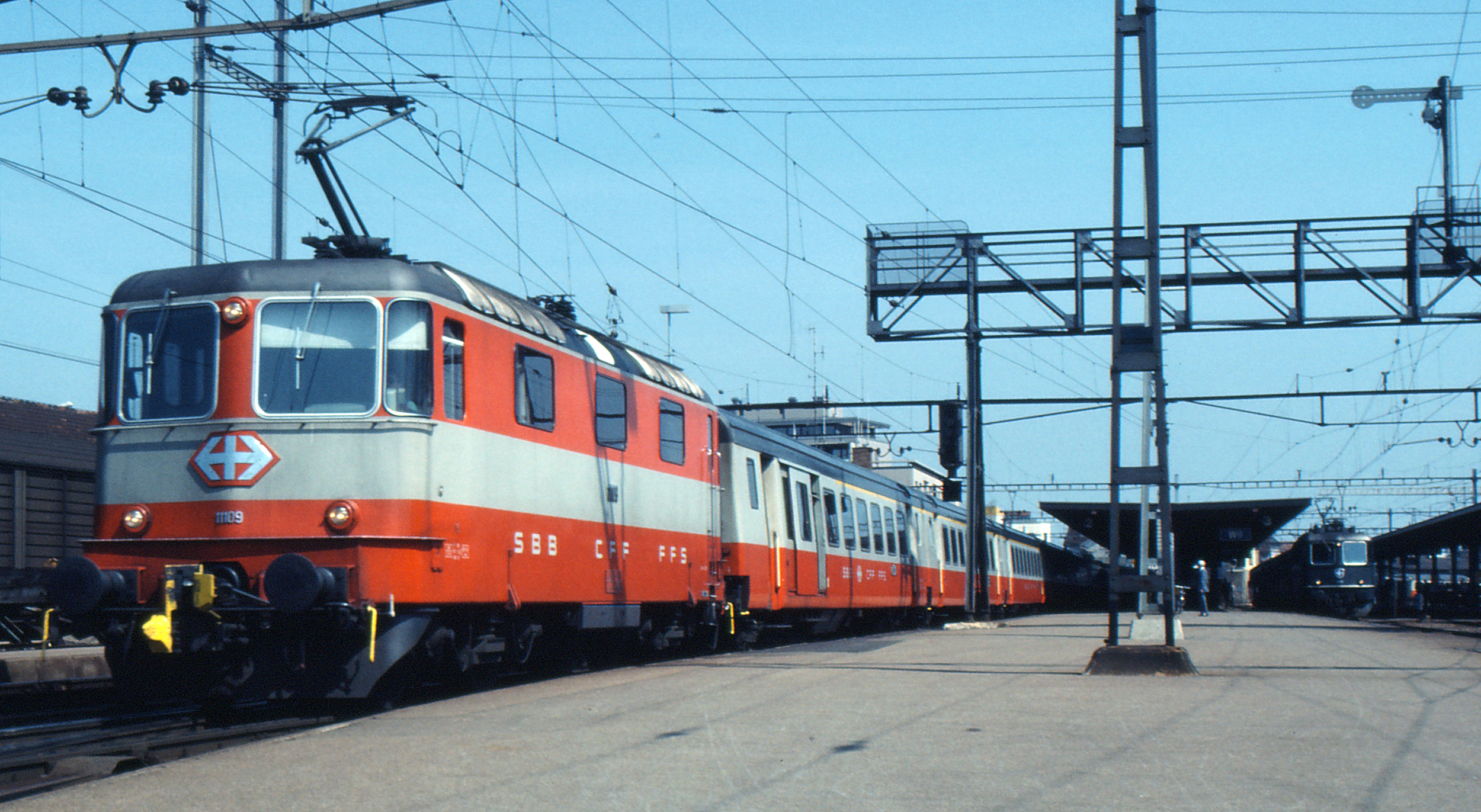
Komplette Swiss-Express-Garnitur im Bahnhof Wil, 1985
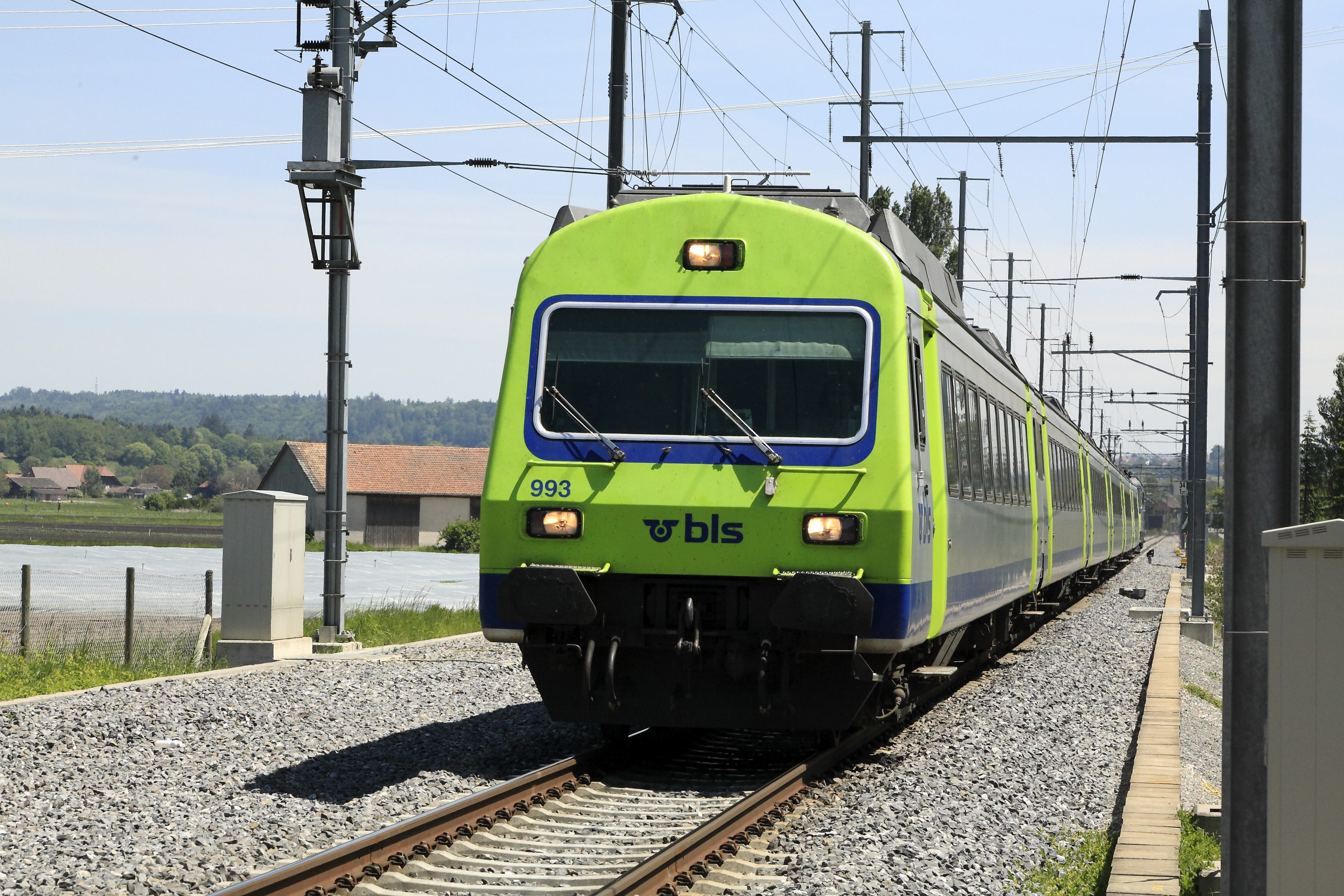
Swiss-Express-Einheit als BLS-Pendelzug Neuenburg–Bern
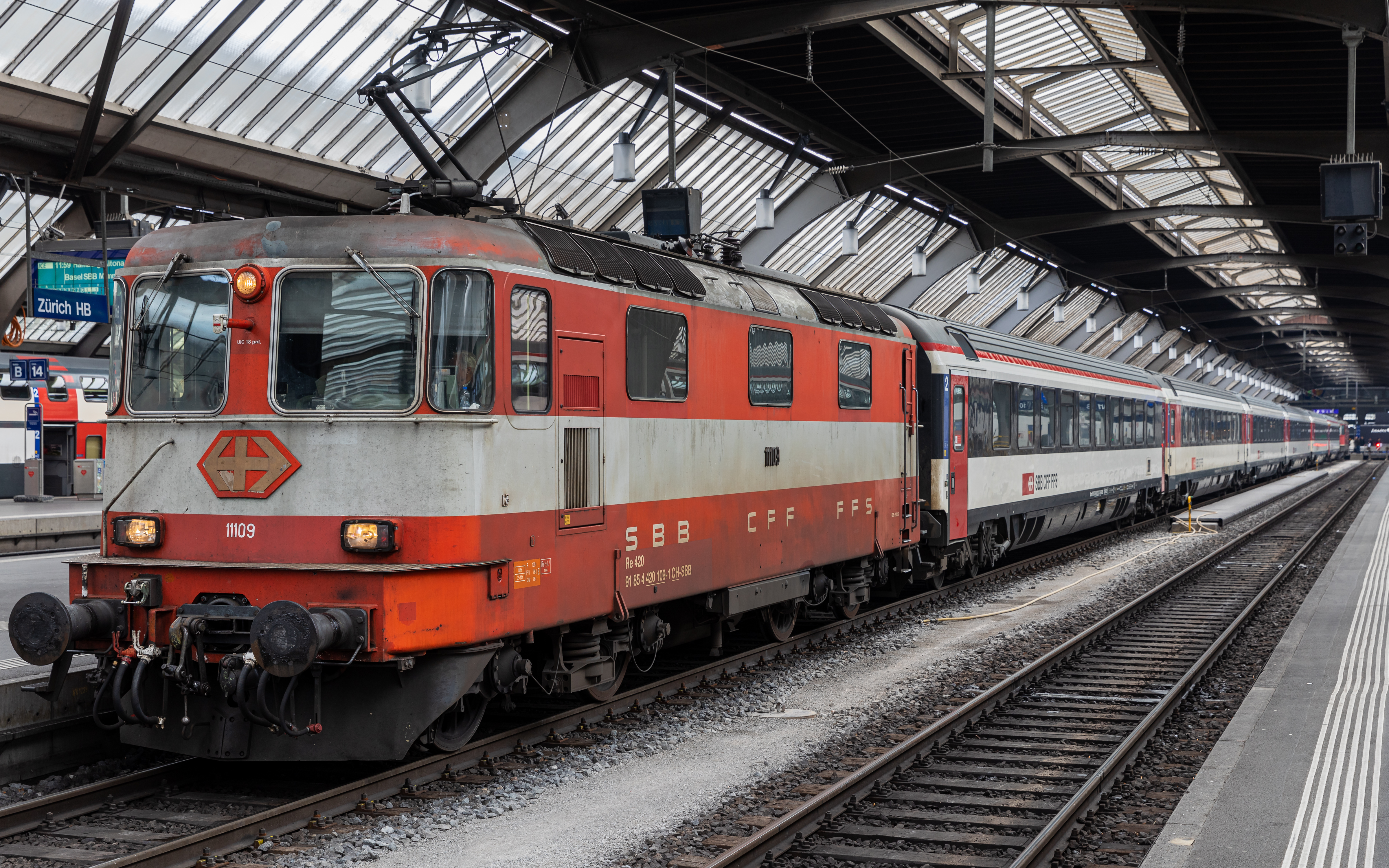
Re 4/4II 11109 war 2022 noch in Swiss-Express-Lackierung aktiv